# Шаймухаметов, Тимур
Тимур Шаймухаметов (род. 1976, Самарканд, Узбекистан) - российский современный художник. Живёт и работает в Москве.

## Биография
Окончил Казанское художественное училище в 1996 году. Затем продолжил учёбу в Московском государственном академическом художественном институте имени В.И. Сурикова.
По словам художника, впечатление на него произвели работы Поля Гогена, Поля Сезанна, Винсента Ван Гога, Яна Вермеера, Пьер Боннара, Рихтере и Фрэнсиса Бэкона.

## Выставки
- В 2019 году с 7 августа по 15 сентября - персональная выставка «Ребятам о зверятах» в Московском музее современного искусства. Проект проходит в рамках Программы поддержки молодого искусства ММОМА.[2][3] На экспозиции была представлена серия работ о человеческой вере в предсказания и пророчества. Каждая картина сопровождалась подписью, напоминающую по стилю слова Нострадамуса.[4]
- В 2019 году с 16 апреля по 12 мая - участие в групповой выставке «Потри нос бронзовой собаки» в галерее Sapmle. Название выставки - это отсылка к студенческой традиции тереть перед сессией носы четырем бронзовым собакам на станции метро «Площадь революции». Все работы посвящены магии и суевериям, которые окружают нас в повседневной жизни.[5]
- В 2018 году принимал участие в проекте «Мастерская 20'18. Система тайных знаков».
- В 2015 году - с 20 января по 22 февраля персональная выставка в Ивантеевке.[1]
- В 2012 году принимал участие в стратегическом проекте III Московской международной биеннале молодого искусства «Под солнцем из мишуры».
- В 2011 году принимал участие в проекте «Мастерская 20'11 Сегодня/завтра».